# Trichloorisocyanuurzuur
Trichloorisocyanuurzuur of symcloseen (International Nonproprietary Name) is een organische verbinding met als brutoformule C3Cl3N3O3. De zuivere stof komt voor als een wit kristallijn poeder met een penetrante en irriterende chloorgeur.

## Synthese
Cyanuurzuur wordt in een oplossing van natriumhydroxide omgezet tot trinatriumcyanuraat. Dit wordt gechloreerd tot trichloorisocyanuurzuur.

## Toepassingen
Trichloorisocyanuurzuur wordt gebruikt als biocide, meer bepaald als algen- en bacteriedodend middel (algicide en bactericide) voor zwembaden en bubbelbaden. In water ontleedt het en vormt het waterstofhypochloriet, dat desinfecterend werkt, en cyanuurzuur. Het is verkrijgbaar in tabletvorm.
Andere toepassingen zijn: als bleekmiddel in de papier- en textielindustrie en als reagens in organische synthese.

## Toxicologie en veiligheid
Trichloorisocyanuurzuur is een oxiderende stof: ze is zelf niet brandbaar, maar bevordert de verbranding van andere stoffen. Ze mag daarom niet samen met brandbare stoffen opgeslagen worden. Bij verhitting, of in een brand komen er toxische (chloorhoudende) dampen vrij. De stof reageert hevig met ammoniak, zouten van ammoniak en amines en met natriumcarbonaat (soda), waardoor ontploffingsgevaar ontstaat. Ze reageert ook met sterke zuren waarbij het giftige chloorgas vrijkomt.
De stof irriteert de ogen en de luchtwegen. Inademing van stofdeeltjes kan longoedeem veroorzaken. Ze is ook matig irriterend voor de huid.
Trichloorisocyanuurzuur is zeer toxisch voor waterorganismen.